# Dunajsko Novo mesto
Dunajsko Novo mesto (nemško Wiener Neustadt, madžarsko Bécsújhely) je mesto v Avstriji, drugo največje v zvezni deželi Spodnja Avstrija in eno od štirih s posebnim statutom v tej deželi. Mesto ima v ožjem smislu okoli 40.000 oz. v administrativnem območju skoraj 50.000 prebivalcev (2024). Nekdanji grad je sedež Terezijanske vojaške akademije. Dunajsko Novo mesto je bilo v 18. stoletju krajši čas tudi sedež rimskokatoliške škofije, preden je bil ta preseljen v Sankt Pölten.

## Pobratena mesta
- Monheim am Rhein, Nemčija (1971)
- Desenzano del Garda, Italija (2002)
- Harbin, LR Kitajska (2006)